# Ludwig Emil August Duysing
Ludwig Emil August Duysing (* 6. Juli 1785 in Kassel; † 21. November 1861 ebenda) war ein deutscher Jurist und Präsident des Oberappellationsgerichts Kassel.

## Leben
Ludwig Emil August wurde als Sohn des Bernhard Christian Duysing und dessen Gemahlin Marie Caroline Bröske (1765–1849) geboren. Er war verheiratet mit Amalie Knipping aus Rinteln († 1845). Aus der Ehe stammten drei Töchter, darunter Karoline, die mit Charlotte Diede (Brieffreundin des Wilhelm von Humboldt) eng befreundet war. Der Sohn Emil wurde Artilleriemajor und fiel 1865 im Amerikanischen Bürgerkrieg. Ferdinand, der andere Sohn, wurde Landgerichtsrat in Kassel.
Nach dem Abitur in Rinteln studierte Ludwig von 1802 bis 1806 Rechtswissenschaften an der Universität Rinteln und der Philipps-Universität Marburg. Er erhielt eine Anstellung als Assessor bei der Regierung in Rinteln. Ab 1807 war Rinteln für wenige Jahre im Königreich Westphalen der Distriktshauptort (Chef-lieu) innerhalb des Weserdepartements. Während dieser sogenannten Franzosenzeit war Duysing als Assessor am Kasseler Distrikttribunal tätig. 1814, nach der Restitution des Kurfürstentums Hessen, wurde er Justizrat bei der Regierung in Rinteln, ab 1810 Richter beim Distrikttribunal in Hersfeld.
Nach einer vierjährigen Tätigkeit als Regierungsrat in Kassel war er in den Jahren von 1821 bis 1834 Oberappellationsgerichtsrat am Oberappellationsgericht Kassel und von 1834 bis 1851 dessen Präsident. Wegen seiner Fähigkeiten als praktizierender Richter, seinem enormen Fleiß, seinem juristischen Scharfsinn und seiner ausgezeichneten Menschenführung war er bekannt und wurde dem Juristen Burkhard Wilhelm Pfeiffer vorgezogen.
Ab 1815 war Duysing im Nebenamt als Vorstand der Rintelner Wegebau-Deputation tätig und ab 1826 Mitglied der juristischen Prüfungskommission.
1851 ging er aus gesundheitlichen Gründen auf Antrag in den Ruhestand. Zwei Jahre zuvor hatte er aus gleichen Gründen auf die Berufung als Justizminister verzichtet.

## Auszeichnungen
- Ritterkreuz des Ordens vom Zähringer Löwen
- Commandeurskreuz 1. Klasse
- Kommandeur I. Klasse des Hausordens vom Goldenen Löwen am 22. Januar 1848